# أبو بكر غاييغو
أبو بكر غاييغو Abu Bakr Gallego اسمه الأصلي خوسيه خابيير غاييغو (بالإسبانية: José Javier Gallego)‏، هو مؤلف ومفكر إسباني. تدور أعماله حول نقض الأفكار التي أفرزتها الحضارة الغربية الحالية وقدمتها على أنها من المسلمات؛ كالأسطورة والتاريخ الأوربي كأصل للحضارة والحياة الاجتماعية الحالية وآلية الثقافة عبر الجامعات والمدارس وتشويهها لطريقة المعرفة الحقيقية. ويبين أثر هذه الحضارة الغربية والحياة المعاصرة ذات الإيقاع السريع على تشويه فطرة الإنسان وسلبه من السعادة والتوازن والصحة. كما يتحدث أيضا عن فكرة موت الكلمات وتفريغها من معانيها، ويقترح لإعادة إحياءها إعادة تعريفها بأسلوب جديد. ثم يقدم الإسلام كأنموذج بديل وحل للمجتمعات الغربية.

## حياته
. ولد في مدينة سرقسطة في إسبانيا عام 1955. ترعرع في شبيبته في أحضان دكتاتورية الجنرال فرانكو؛ الأمر الذي ترك بصمته الفكرية على سنواته الجامعية الأولى: في كلية الجغرافية ثم في كلية التاريخ في جامعة سرقسطة.
كانت الحياة الفكرية والسياسية في عهد الديكتاتورية فقيرة جدا لدرجة أنه قرر مغادرة بلاده والذهاب إلى باريس حيث درس الأدب في السوربون والفلسفة في فنسن وفيها حضر صفوف كل من الفيلسوفين جيل دولوز وفرانسوا شاتليه François Châtelet. ولأن باريس لم ترو ظمأه بدأ سلسلة أسفار كانت أمتعته الوحيدة فيها حقيبة محتوية على بضع قطع من الملابس وكتابين أو ثلاثة طاف بها أرجاء أوروبا وأمريكا.
كان انقلاب الجنرال يروسلسكي Jaruzelski في بولونيا عام 1982 قد جعله يعود أدراجه إلى إسبانيا حيث بدأ عمله كأستاذ للغات بعد أن استقر وشكل أسرة صغيرة.
و بمثل تقلبه في البلاد تقلب بين الأفكار والفلسفات والديانات وخاصة الشرقية منها وعاش مطبقا لممارسات دينية عديدة ومختلفة وترجم إلى الإسبانية معظم أعمال المرشد الروحي إيرك تولون Eric Tolone
على كل وبعد رحلة بحث طويلة ومضنية قاده القدر إلى التعرف على الإسلام ليتحول إليه سنة 1995 ويُسمى بـ أبو بكر. ثم انتقل إلى إسطنبول وعاش فيها، وهناك أصدر مجلة فكرية إسلامية بالإسبانية تُعنى بنقد التاريخ باسم سكانداتي Skandati ثم توقف عنها. ليبدأ بكتابة كتابه الإنكليزي: قبل أن تطوى الشمس Before The Sun is Folded up بمساعدة زوجته البولونية ببيانا روشكو Bibianna Roszko التي أسلمت معه وتسمت بنجاة، بالإضافة إلى أعمال أخرى بالإسبانية في الأدب والفلسفة والإسلام، وتابعها في دمشق التي وصل إليها عام 2000. ومنذها وهو يقطن فيها وهو الآن يعمل كمدير قسم اللغة الإسبانية بمعهد الفتح الإسلامي، وكمستشار ثقافي في المعهد الإسباني ثربانتس.

## أعماله
صدر له بالعربية حتى الآن:
- Dirunum رحلة إلى نور المعرفة: شهادات سبعة غربيين اعتنقوا الإسلام ديناً
- مذكرات بحار: قراءة في ثنائيات معاصرة
- بني المجتمع الغربي على ثلاثة: الملحمة والاستعراض والمخدرات

## مقتبسات من أعماله
| أبو بكر غاييغو | ’’سألتِني إن كنتُ سعيداً؟ لا أحب هذه الكلمة، إذ أني لم أعد أفهمها. لكني أستطيع إخباركِ بأني متشوق... مُستعدٌ... منفتحٌ... ميتٌ... بدون ماض أو مستقبل، مجرد تيار... مسافر... عاشق... وخزة... أتعلمين أمرا؟ أحب الأسود. أحب الحيوانات البرية من حولي رغم أنهم يُدمونني أحيانا. لكن منذا الذي يحفل بالألم والدم... نريد أن نحيا ونريد أن نشعر بحياتنا...‘‘.. | أبو بكر غاييغو |

| أبو بكر غاييغو | ’’فلاسفة نحن عوضا أن نكون راقصين... مسافرين... مدبري خطط... واضعي استراتيجيات. فنحن نحب أن نكون باصات بخط ثابت، يوما إثر يوم نمضي بنفس الطريق ونُقلّ الناس أنفسهم. ثم نصبح جزءا من الرحلة كضوء شارع أو مبنى أو لون، إلى أن نشعر بالتعاسة ونكره الركّاب جميعهم وكل متر من الطريق. وهذه الأحاسيس ليست غلطة أحد، وإنما هي نتيجة لارتباطات رديئة. بيد أن التكسي يرتبط بطريقة أمثل، تحديدا لأن ليس له من طريق. الطريق مسدود من هنا إذن يلتف نحو اليمين أو اليسار، يتوقف للقهوة _ ربما_ أو لمقابلة شخص ما... قصة ما... تحول ما... لقاء ما... لا يعنينا من نحن وإنما ارتباطاتنا، سدودنا، التفاتاتنا، لقاءاتنا. أنتِ شيء يتحول ويرتبط، شيء يشعر. فالتكسي لا يتوقف أبدا، فحتى تَوقُفه هو فعل ما... جزء من المهمة... كيفيةٌ متعددةُ السرعات. نتحدث ثم نصمت، نكتب ونقرأ كمن يقود تكسي؛ دائما ما نجد طريقا لننفذ من خلال الجدار، لنتجنب العوائق، لنتابع...‘‘.. | أبو بكر غاييغو |

| أبو بكر غاييغو | المهم فهم أن الحرية تأتي من اللاانتماء. فالثقافة تُبقينا مشلولين: هل تريد أن ترسم؟ كيف؟ هل تملك شهادة ما؟ هل درست في الجامعة؟ هل تعرف أسماء أعظم الرسامين؟ أن نرسم، أن نعزف، أن نرقص، أن نقرأ، أن نكتب، أن نقاتل، أن نحضن، أن نعشق، أن نتكلم... كل هذا حياة، ولدينا الحق بأن نحيا...‘‘.. | أبو بكر غاييغو |

.......
 كل شيء على رقاقة
 صغيرة صغرا جهنميا
 متناهية في الصغر كالذرة
 كل شيء يا رجل!
 صدقني
 كل شيء.
 ما الذي تعنيه؟
 أننا سجلنا من الأمواج الضائعة
 حين أكل والدانا التفاحة
 وتسببا بالمشكلة
 وحين أتى نوح السفينة
 لينقذ الحياة المقدرة بزوجين.
 كل شيء مسجل من هذه الأمواج الملعونة؛
 صرخات الساحرات وهن يحرقن أحياء
 الأبطال والضباط.
 والصمت أيضا
 قد سُجّلوه
 نعم حتى الصمت
 كاللون
 كالليل.
 وكيف رُتبت وصُنّفت؟
 لا شيء كمثلها يا صديقي العزيز
 الأصوات والصور
 جُعلت ككلٍ على ذاكرة فلاش مجنونة.
 التاريخ يا رجل!
 التاريخ برمته
 على رقاقة
 الصحيح والمفترى
 الماء والدم
 الخوف والشجاعة
 على رقاقة للأبد!
 قالوا أنه لن يبقى
 وقالوا أنّا لا بد فاقديه
 ولذلك نحن نُعِدُّ
 الطريق الجديد الرائع للإنسان.
 هذا صحيح،
 فليس هناك من تاريخ يا رجل
 مجرد رقاقة فارغة
 ورُعب الخواء.  

## الحواشي
1. 1 2 3  أبو بكر غاييغو، رسائل لطالبة شامية عام 2003
2. ↑  أبو بكر غاييغو، قصيدة من كتاب Before The Sun Is Folded Up ص89

## وصلات خارجية
- مقابلة معه
- دار الأندلس للنشر